# Epicephala calasiris
Epicephala calasiris är en fjärilsart som beskrevs av Edward Meyrick 1908. Epicephala calasiris ingår i släktet Epicephala och familjen styltmalar. Inga underarter finns listade i Catalogue of Life.